# Phare de Hog Island Shoal
Le phare de Hog Island Shoal (en anglais : Hog Island Shoal Light) est un phare actif situé sur un haut-fond de Hog Island, dans la baie de Narragansett, dans le Comté de Newport (État de Rhode Island).
Il est inscrit au Registre national des lieux historiques depuis le 30 mars 1988.

## Histoire
Ce phare à caisson, mis en service en 1901, est situé à environ 180 m au sud-est de l'île Hog, à l'entrée de Mount Hope Bay (en). Il repose sur une fondation circulaire en béton posée dans environ 3 m d’eau et s’élève à environ 1,80 m au-dessus de la ligne de flottaison. Il a été construit pour remplacer un bateau-phare mis en service en 1886 et était le dernier phare officiellement établi dans l'État.
Le phare a été automatisé en 1964 et rénové en 1995. En 2006, l'Administration des services généraux a vendu le phare aux enchères en tant que surplus gouvernemental destiné à un acheteur privé. Il se trouve à environ 500 m à l'est du phare de Musselbed Shoals.

## Description
Le phare  est une tour cylindrique en fonte avec deux galeries supérieures et une galerie inférieure et une lanterne de 18 m de haut, comportant les quartiers de gardien sur deux étages et montée sur une base en béton et granit. La tour est peinte en blanc et la lanterne est noire. Son feu isophase émet, à une hauteur focale de 16,5 m, un long éclat blanc de trois secondes par période de 6 secondes. Sa portée est de 12 milles nautiques (environ 22 km).
Il est aussi équipé d'une corne de brume radiocommandée émettant deux blasts par période de 30 secondes.

## Caractéristiques dufeu maritime
Fréquence : 6 secondes (W)
- Lumière : 3 secondes
- Obscurité : 3 secondes

Identifiant : ARLHS : USA-373 ; USCG : 1-18145 - Amirauté : J0570 .
|                 |
| Le phare (2007) |

### Lien connexe
- Liste des phares au Rhode Island